# سلسفي منخفض
السلسفي المنخفض (باللاتينية: Scorzonera humilis) نوع نباتي ينتمي إلى جنس السلسفي من الفصيلة النجمية.